# Ruud Boffin
Ruud Boffin (Sint-Truiden, 5 de noviembre de 1987) es un exfutbolista belga que jugaba de portero.

## Clubes
| Club            | País         | Año       |
| --------------- | ------------ | --------- |
| PSV Eindhoven   | Países Bajos | 2006-2008 |
| FC Eindhoven    | Países Bajos | 2007-2008 |
| MVV Maastricht  | Países Bajos | 2008-2009 |
| VVV-Venlo       | Países Bajos | 2010      |
| West Ham United | Inglaterra   | 2010-2012 |
| Eskişehirspor   | Turquía      | 2012-2017 |
| Antalyaspor     | Turquía      | 2017-2022 |